# Maputo
Maputo (anciennement Lourenço Marques) est une grande ville d'Afrique australe et la  capitale du Mozambique. Baignée par l'océan Indien, elle est située à 77 km de la frontière du pays avec l'Afrique du Sud.
La population de la ville de Maputo s'élevait à 1 099 102 habitants au recensement de 2007 pour une agglomération regroupant environ 2 millions d'habitants.
Fondée par les colons portugais en tant que Lourenço Marques, en hommage au navigateur et explorateur, la ville a été rebaptisée Maputo le 3 février 1976 par les autorités de la toute nouvelle et indépendante république populaire du Mozambique.

## Localisation

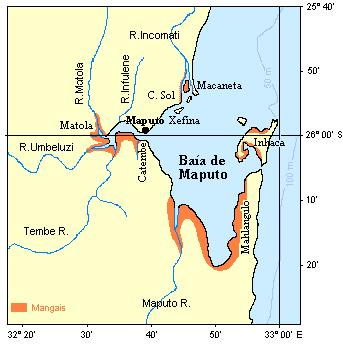
Carte de la baie de Maputo.

La ville a été bâtie sur la rive nord (ou gauche) de l'Estuário do Espírito Santo, un estuaire à la confluence de quatre cours d'eau (Rio Tembe, Rio Umbeluzi, Rio Matola et Rio Infulene), donnant à l'est sur la baie de Maputo (ancienne « Baía do Espírito Santo »).

## Histoire
Les premiers habitants de la région étaient probablement des Khoïsan avant d'être remplacés, autour du XIVe siècle, par des migrants Ronga originaires de la région des Grands Lacs. Un comptoir ou lieu d'échange entre Arabes et Africains, connu sous le nom de Catembe, existait sur la rive sud de l'estuaire, alors que sur le site occupé aujourd’hui par Maputo, se trouvait un village vivant du trafic de l'ivoire.
Entre sa découverte en 1502, par les navigateurs portugais, et la moitié du XIXe siècle, la région est successivement explorée et contrôlée par les Hollandais, les Autrichiens, les Français et les Portugais qui y établissent des stations de commerce ou des postes militaires.

### L'exploration européenne de la baie de Delagoa
En 1502, les Portugais António de Campos et Luis Fernandes sont les premiers Européens à apercevoir la baie de Delagoa (actuelle baie de Maputo) mais il revient en 1544 aux navigateurs Lourenço Marques et António Caldeira d'explorer réellement pour la première fois les cours inférieurs des rivières qui se jettent dans la baie, notamment l'Espírito Santo. Cette baie est notamment baptisée baie Delagoa, car elle était la première escale maritime en provenance de Goa (Inde). Son nom officiel en portugais devient cependant alors « Baía do Espírito Santo » ou « Baía de Lourenço Marques ».
Pendant deux siècles, les Portugais ne s'installent qu'épisodiquement dans la région, préférant commercer avec les indigènes basés sur l'île située à l'entrée de la baie. En 1720, la compagnie néerlandaise des Indes orientales construit un fort sur le site avant de l'abandonner dix ans plus tard. Des forts et des comptoirs, tous appelés Lourenço Marques, sont établis ensuite par les Portugais mais ils sont sans cesse abandonnés puis réoccupés. À partir de 1782, un établissement militaire portugais se développe progressivement autour d'une prison militaire puis d'une forteresse, achevée en 1787. En 1826, les premiers civils portugais s'établissent et développent le village de Lourenço Marques constitué autour du fort.
En 1838, les voortrekkers tentent de s'installer dans la baie mais sont repoussés par les Portugais. Ils tentent de s'implanter une seconde fois en 1869 avant de renoncer par traité contre l’autorisation de construire une voie de chemin de fer (La Transvalienne) reliant la république sud-africaine du Transvaal à Lourenço Marques et d’utiliser ses (futures) installations portuaires (celles-ci ne sont constituées alors que d'un simple appontement en bois). Un arbitrage international accompli le 24 juillet 1875 par le président de la République française de  l'époque Patrice de Mac Mahon, à la demande du Royaume-Uni et du Portugal qui tous deux revendiquent la baie de Delagoa (et donc Lourenço Marques), confirme l'appartenance de celle-ci au Portugal. La même année la ville, encore de taille modeste, est érigée en municipalité. À l'époque, Lourenço Marques est décrite comme un endroit pauvre, avec des rues étroites bordées de maisons à toit plat, de paillotes, de forts en mauvais état, le tout protégé par un mur de 1,8 mètre de hauteur. L'importance régionale croissante de la république sud-africaine du Transvaal conduit toutefois le Portugal à porter un plus grand intérêt à Lourenço Marques, érigée en cité en 1887, et à entreprendre la mise en chantier d'un port à plus forte capacité sur les rives septentrionales de la baie, le drainage de la terre marécageuse pour planter du gommier bleu et la construction d'un grand hôpital et d'une église.
À la suite des découvertes de gisements diamantifères à Kimberley et de gisements aurifères dans le Witwatersrand, Lourenço Marques devient un lieu de transit de marchandises et de travailleurs migrants. En 1895, un chemin de fer est inauguré, reliant Lourenço Marques à Pretoria, la capitale du Transvaal. En 1898, la ville portuaire devient la capitale des possessions portugaises d'Afrique de l'Est, succédant à celle de Mozambique située plus de 1 500 km au nord. Si la ville est trop excentrée pour gouverner efficacement un territoire qui se compose d'une succession de comptoirs maritimes, la situation géopolitique du Mozambique et de Lourenço Marques permet au Portugal de contrôler l'accès à l'océan Indien ainsi qu'aux territoires britanniques de Rhodésie.
Devenue la fenêtre maritime minière du Transvaal, Lourenço Marques se développe économiquement et se dote d'un riche patrimoine colonial (bâtiments publics, villas privées).

### Le développement de Lourenço Marques

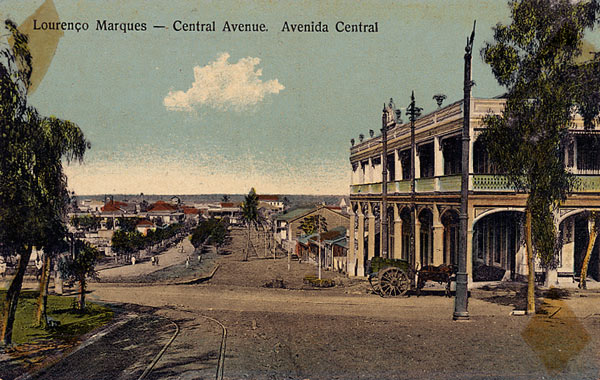
Avenue centrale de Lourenço Marques en 1905.

Durant la première moitié du XXe siècle jusqu'aux années 1960, Lourenço Marques est une grande ville cosmopolite et animée, desservie par les navires britanniques, portugais et allemands. Le port bien équipé, comprenant des grands hangars et des grues électriques, permet de décharger d'importantes cargaisons en provenance principalement de Southampton, Lisbonne ou Hambourg, qui sont ensuite transportées par camions ou par les chemins de fer vers l'Afrique du Sud, la Rhodésie et le reste du Mozambique. Le port exporte également la production locale (principalement des fruits). En 1930, un terminal pétrolier est édifié à Matola dans la banlieue de Lourenço Marques. La ville devient aussi une destination touristique, surtout dans les années 60 et début des années 70, pour les Rhodésiens et les Sud-Africains qui affluent chaque année par dizaine de milliers pour profiter des plages de sable blanc, de la culture latine, des hôtels et des restaurants de qualité européenne, mais aussi des maisons closes et des casinos, alors interdits dans ces pays puritains.
À la suite de la croissance démographique et économique continue de la ville, le Portugal entreprend, à partir des années 1940, de développer un réseau d'écoles primaires et secondaires ainsi que des écoles professionnelles. En 1962 est inaugurée la première université de la région, l'Université de Lourenço Marques. La prospérité économique que connaît la ville bénéficie néanmoins surtout aux populations blanches de souche portugaise, aux Indo-Asiatiques (Indiens, Chinois), aux Arabo-musulmans, aux populations noires éduquées et moins à la majorité de la population noire, dans l'ensemble peu ou pas qualifiée.

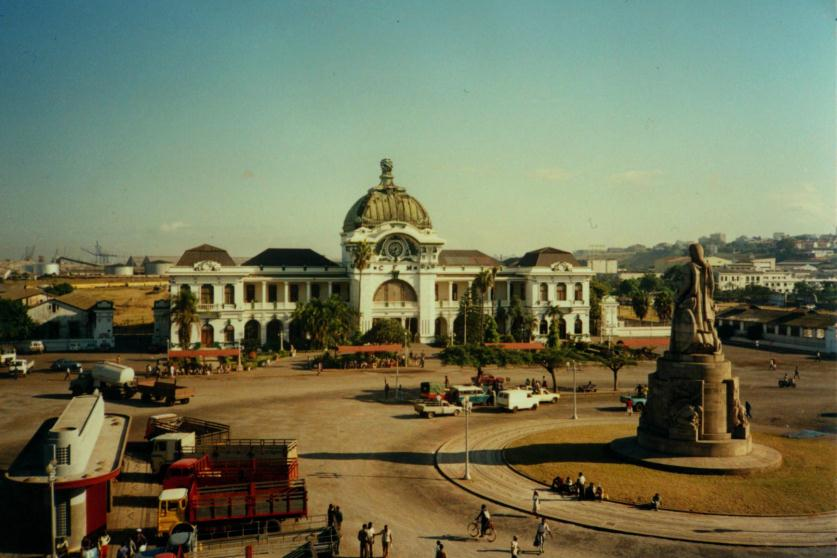
La gare centrale.

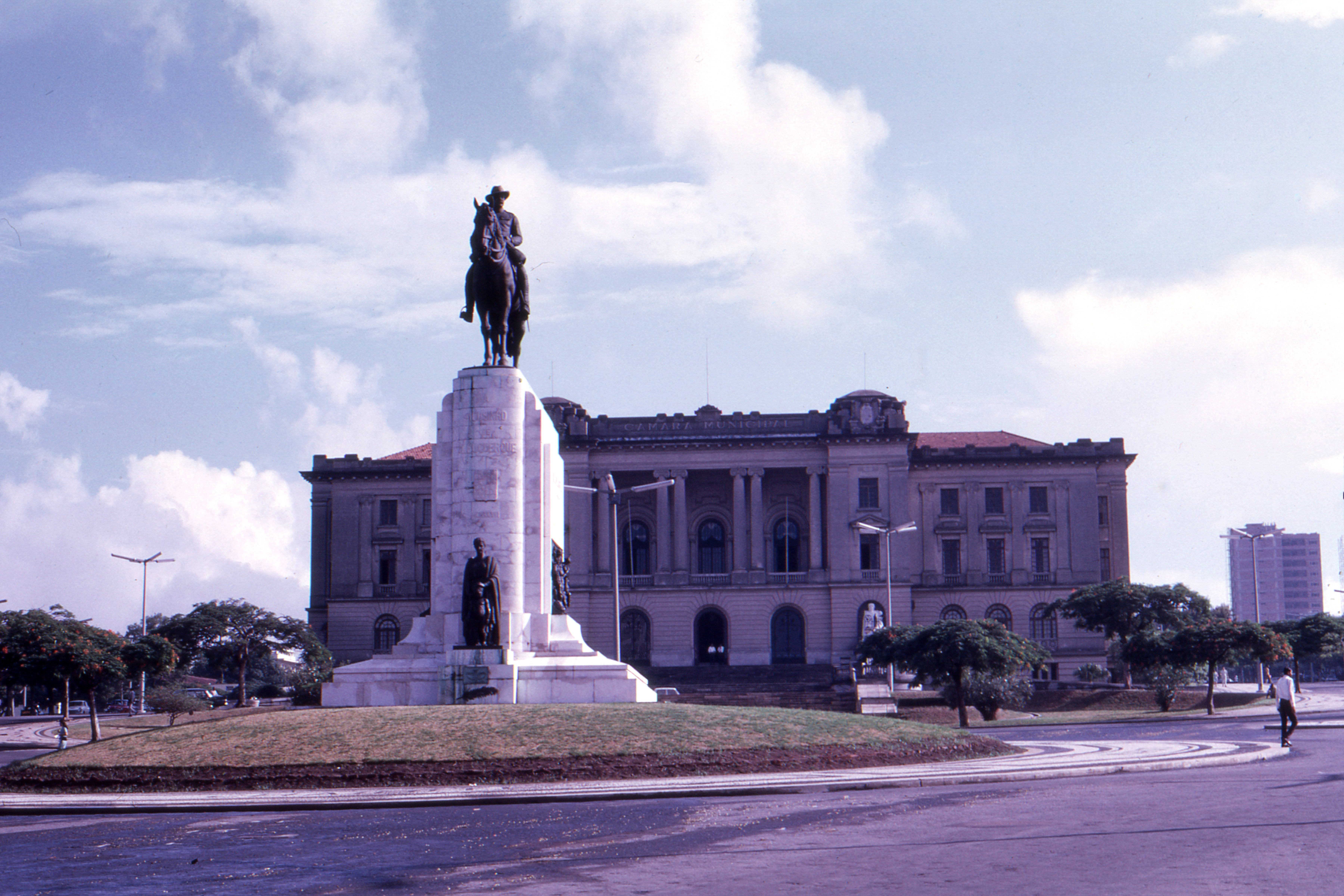
La place Mouzinho de Albuquerque (actuelle place de l'indépendance) en 1971 : La statue équestre de Mouzinho de Albuquerque a été déboulonnée en 1975 et transférée dans l'enceinte du fort da Nossa Senhora da Conceica.

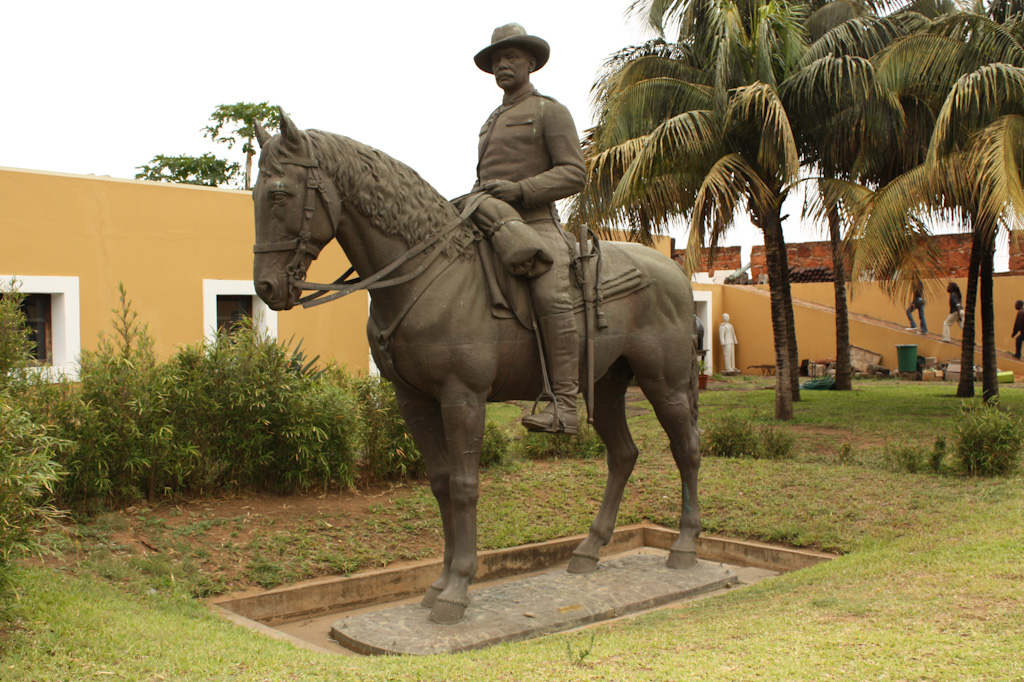
Statue de Mouzinho de Albuquerque dans l'enceinte du fort da Nossa Senhora da Conceica.

Durant ces années, les changements politiques ont fait passer Lourenço Marques successivement de capitale de la colonie portugaise du Mozambique à capitale de la province portugaise du Mozambique en 1951 et finalement capitale du pays à son indépendance en 1975. Celle-ci est acquise de haute lutte au bout d'une guerre d'indépendance de dix années. En 1974, le régime de l'Estado Novo au Portugal est renversé à Lisbonne par un coup d’État militaire de gauche - la révolution des œillets. Le nouveau gouvernement portugais s'empresse alors de se débarrasser de ses colonies et leur accorde l'indépendance. Au Mozambique, le FRELIMO (Front de libération du Mozambique) s'empare du pouvoir à Lourenço Marques, profitant de sa position de force régionale et de son organisation territoriale.
À la veille de l’indépendance, Lourenço Marques est l'un des ports les plus actifs de l’Afrique australe et le débouché de la province aurifère et industrielle du Transvaal.

### De Lourenço Marques à Maputo, la capitale du Mozambique indépendant
La République populaire du Mozambique est proclamée le 25 juin 1975, conformément à l'accord de Lusaka signé en septembre 1974. Les mots Aqui é Portugal, inscrits sur le parterre devant la mairie de la capitale, sont immédiatement martelés et effacés, les statues déboulonnées (puis transférées au fort) et la plupart des rues, à l'origine nommées en référence à des dates ou des héros de l'histoire et de la littérature portugaise, renommées aux noms de figures révolutionnaires ou de la lutte anti-coloniale. Il est prévu que Lourenço Marques soit rebaptisé Can Phumo ("Lieu de Phumo") du nom d'un chef shangaan qui vivait dans la région avant l'arrivée des navigateurs portugais. Cependant, en février 1976, Lourenço Marques est finalement rebaptisée Maputo en référence au fleuve Maputo qui se jette dans la baie d'Espírito Santo, elle-même rebaptisée baie de Maputo. Pendant la guerre de libération du FRELIMO contre le Portugal (1964-1974), le fleuve Maputo, qui était la frontière sud du Mozambique avec l'Afrique du Sud, était devenu emblématique, à travers le slogan « Viva Moçambique unido do Rovuma ao Maputo », c'est-à-dire, « Vive le Mozambique uni du Rovuma au Maputo », le fleuve Rovuma étant la frontière avec la Tanzanie, au nord du pays.
En quelques semaines précédant ou suivant l'indépendance, plus de 250 000 Portugais de souche quittent ou fuient le Mozambique, laissant le nouveau pays dans une situation ingérable. L'exode du personnel qualifié portugais empêche le pays nouvellement indépendant de maintenir le bon état de ses infrastructures. En outre, la politique stalinienne et la planification centrale bureaucratique plongent rapidement le pays dans une situation précaire, d'autant plus qu'il est déstabilisé par ses puissants voisins et en proie à une féroce guerre civile qui finit d'achever l'économie du pays. 

Lorsque le pays bascule dans la guerre civile en 1977, le trafic portuaire s’effondre. Au début des années 1980, malgré l'aide des pays du bloc de l'Est, le pays est en faillite, l'argent y est sans valeur et les magasins sont vides.

### Maputo après la guerre civile
L'arrêt de la guerre civile et le retour à la paix à partir de 1992 permettent au pays devenu l'un des plus pauvres du monde de connaître une stabilité économique et politique, mais toutes les installations portuaires ont été détruites. Le pays a en outre perdu, au profit de l’Afrique du Sud, son rôle de plaque tournante pour les pays enclavés. Depuis l'accord de paix de 1992, le Mozambique est devenu un pays prometteur pour les investissements étrangers.
Ainsi, au début des années 2010, Maputo est l'un des centres urbains les plus dynamiques du Mozambique et l'un des ports les plus actifs de l’Afrique australe. La ville bénéficie de sa proximité géographique avec l’Afrique du Sud qui redonne à la capitale mozambicaine son rôle de façade exutoire et favorise les investissements sud-africains.

## Population
La ville compte 1 700 000 habitants. Maputo et la ville voisine de Matola forment une conurbation de 2 millions d’habitants, soit 25% de la population urbaine totale du pays.
En 1858, Lourenço Marques comptait 888 personnes, dont près de 400 esclaves. En 1898, la nouvelle capitale de province comptait 2 401 habitants dont 90% étaient des blancs (dont 34% étaient des Européens d'autres nationalités que portugaise), des Indiens ou des métis. Ce n'est qu'en 1920 que le nombre d'Africains bantous dépasse le nombre de blancs et assimilés (9 445 noirs, 8 304 blancs). La population européenne et assimilée ne connaîtra ensuite qu'un accroissement modéré avec 23 439 individus en 1950 (67 485 dans tout le pays) pour atteindre finalement le chiffre de 83 480 personnes recensées blancs résidant à Lourenço Marques en 1970. De son côté, la population africaine connut un essor plus important et atteignit 122 460 individus en 1960. Aux côtés de ces deux groupes de populations, les Indo-Pakistanais et les Asiatiques passèrent de 3 174 personnes en 1912 à 18 404 en 1960.
Depuis 1950, l'évolution démographique de Maputo a été :
| 1950   | 1960    | 1970    | 1980    | 1990    |
| ------ | ------- | ------- | ------- | ------- |
| 92 000 | 181 000 | 371 000 | 550 000 | 776 000 |

| 2000      | 2010      | 2017      | - | - |
| --------- | --------- | --------- | - | - |
| 1 019 000 | 1 097 000 | 1 120 867 | - | - |

| Histogramme de l'évolution démographique de Maputo |           |
| \| 1950 \| 92 000 \| \| 1960 \| 181 000 \| \| 1970 \| 371 000 \| \| 1980 \| 550 000 \| \| 1990 \| 776 000 \| \| 2000 \| 1 019 000 \| \| 2010 \| 1 097 000 \| \| 2017 \| 1 120 867 \| |           |
| 1950 | 92 000    |
| 1960 | 181 000   |
| 1970 | 371 000   |
| 1980 | 550 000   |
| 1990 | 776 000   |
| 2000 | 1 019 000 |
| 2010 | 1 097 000 |
| 2017 | 1 120 867 |

## Langues
| Rang | Langue maternelle | Pourcentage de la population |
| ---- | ----------------- | ---------------------------- |
| 1    | portugais         | 42,9 %                       |
| 2    | xichangana        | 31,5 %                       |
| 3    | ronga             | 9,7 %                        |
| 4    | chopi             | 3,3 %                        |
| 5    | tswa              | 3,5 %                        |
| 6    | bitonga           | 2,8 %                        |
| -    | Autres            | 6,2 %                        |

## Urbanisme

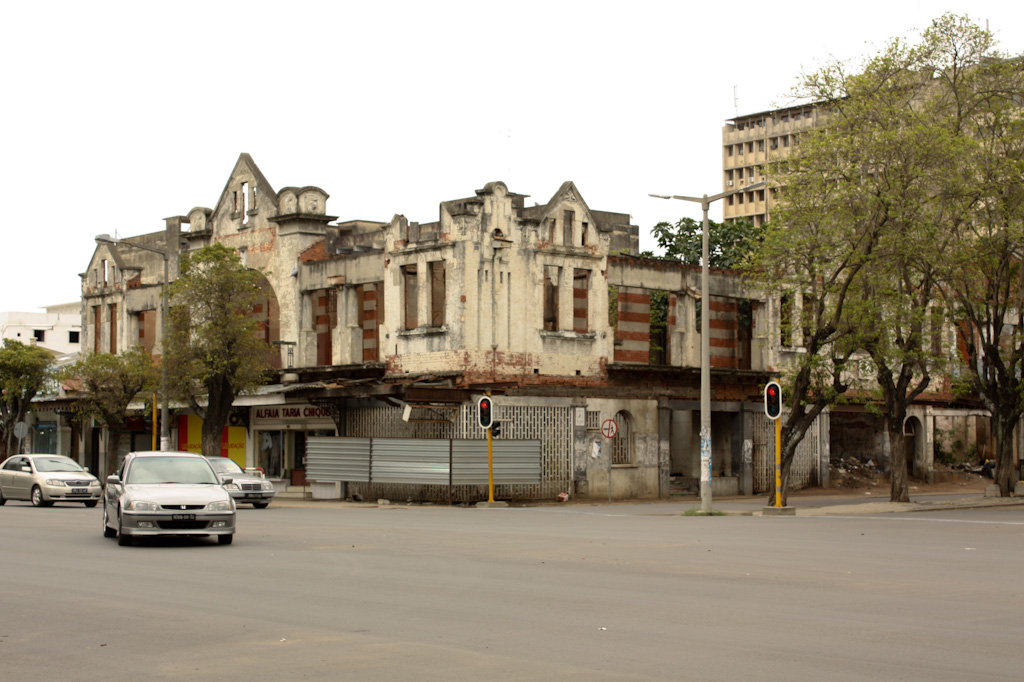
Bâtiments Prédio Pott (1905)

Le territoire urbain de Maputo, défini dans les années 90, est de 17 km² pour une agglomération de 172 km², partagé entre 7 districts subdivisés eux-mêmes en plus de 50 quartiers (les barrios).
Ancienne ville coloniale, Maputo a longtemps été constituée d'une « ville de ciment », symbolisée par les constructions en dur du centre (la ville portugaise), et d'une « ville de roseaux », qui sont les bidonvilles péri-centraux où vit 70 % de la population de la capitale dont beaucoup sont des réfugiés de la guerre civile ayant fui les zones rurales.
La « ville de ciment » est constituée d'une ville basse (la baixa où se situe le centre-ville et le port) et d'une ville haute (alta où se situent, sur les hauteurs de Maputo, les quartiers résidentiels, diplomatique et la présidence), aux grandes avenues tirées au cordeau et parsemées de bâtiments publics coloniaux, de gratte-ciels et de tours neuves ou rénovées de 10 à 20 étages abritant des banques, des assurances ou des sièges sociaux. On y trouve aussi des centres commerciaux mais également des villas coloniales cossues, et les ambassades. On y trouve aussi bon nombre de maisons en ruines (villa Algarve, Prédio Pott), des immeubles de hauteurs décrépis ou des terrains en friches. La ville a vu aussi s'étendre des quartiers résidentiels sécurisés le long du littoral (quartiers de Sommerchield, Polana Caniço A et Costa do Sol). Quartiers aisés, ils jouxtent des zones d'habitations pauvres composées de baraques précaires.

### Odonymie
Depuis l'indépendance, les rues et avenues ont été rebaptisées. Les anciens noms liés à la période coloniale ont été remplacés par des noms liés aux modèles soviétiques et marxistes, mais aussi à la lutte pour l'indépendance ou à la décolonisation en Afrique. Quelques noms de l'époque coloniale ont cependant subsisté (avenue du 24 juillet, av. Fernão de Magalhães, rua Afonso Henriques, rua Dom Joao III, rua Dom Joao IV, rua Dom Carlos, rua Dona Maria II, rua marques de Pombal). La liste ci-dessous permet de faire la correspondance entre les anciens noms coloniaux des rues et édifices de Lourenço Marques et les nouveaux noms de Maputo : 
| Lourenço Marques                                                                                  | Maputo                                           |
| ------------------------------------------------------------------------------------------------- | ------------------------------------------------ |
| Avenida 18 de Maio                                                                                | Avenida Mártires de Inhaminga                    |
| Avenida 31 de Janeiro                                                                             | Avenida Agostinho Neto                           |
| Avenida 5 de Outubro                                                                              | Avenida Josina Machel                            |
| Praça 7 de Março                                                                                  | Praça 25 de Junho                                |
| Avenida Afonso de Albuquerque                                                                     | Avenida Ahmed Sekou Touré                        |
| Rua Aires de Ornelas                                                                              | Rua de Kassuende                                 |
| Rua Alexandre Herculano                                                                           | Rua Timor Leste                                  |
| Avenida Almirante Canto e Castro,                                                                 | Avenida da Tanzania                              |
| Avenida Álvares Cabral                                                                            | Avenida Zedequias Manganhela                     |
| Avenida Alves Correia                                                                             | Avenida da Zambia                                |
| Avenida Anchieta                                                                                  | Avenida Olof Palme                               |
| Avenida Andrade Corvo                                                                             | Avenida Ho Chi Minh                              |
| Avenida de António Enes (ex Avenida Duquesa de Conaught) Rua A.W. Bayly                           | Avenida Julius Nyerere                           |
| Rua António de Oliveira Salazar                                                                   | Rua da Mesquita                                  |
| Rua Major Araújo                                                                                  | Rua Bagamoyo                                     |
| Avenida Augusto de Castilho (ex Avenida Elias Garcia)                                             | Avenida Vladimir Lenine                          |
| Rua dos Aviadores                                                                                 | Rua da Argélia                                   |
| Rua Bartolomeu Dias                                                                               | Avenida Mártires de Mueda                        |
| Avenida Belegard da Silva                                                                         | Avenida Francisco O. Magumbwé                    |
| Avenida Caldas Xavier                                                                             | Avenida Marian N'gouabi                          |
| Rua Consiglieri Pedroso                                                                           | Rua Revolução de Outubro Rua Consiglieri Pedroso |
| Avenida Couceiro da Costa                                                                         | Avenida Armando Tivane                           |
| Dicca, Cinema, Estudio 222                                                                        | Matchedje Cine-Estúdio 222                       |
| Avenida Diogo Cão                                                                                 | Avenida Lucas Luali                              |
| Avenida do Doutor Serrão                                                                          | Avenida Emília Daússe                            |
| Rua do Dr. Brito Camacho (ex Avenida Miguel Bombarda)                                             | Avenida Patrice Lumumba                          |
| Avenida Dom João de Castro                                                                        | Rua Dom João de Castro                           |
| Avenida Dom Luiz 1º (ex avenida Aguiar)                                                           | Avenida Samora Machel                            |
| Avenida Dom Manuel I (anciennes Avenida Marginal da Ponta Vermelha et Avenida da Praia da Polana) | Avenida da Marginal                              |
| Avenida dos Duques de Connaught                                                                   | Avenida Friedrich Engels                         |
| Rua Eduardo Costa                                                                                 | Rua de Mukumbura                                 |
| Estrada das Estâncias                                                                             | Rua das Estâncias                                |
| Avenida Fernandes Tomaz                                                                           | Avenida Mártires da Machava                      |
| Rua Fernandes Da Piedade                                                                          | Rua John Issa                                    |
| Praça da Fonte Luminosa                                                                           | Praça Robert Mugabe                              |
| Avenida do General Bettencourt                                                                    | Rua da Base Ntchinga                             |
| Rua do General Botha                                                                              | Avenida Tomás Nduda                              |
| Avenida General Craveiro Lopes                                                                    | Avenida dos Acordos de Lusaka                    |
| Avenida do General Machado                                                                        | Avenida Guerra Popular                           |
| Rua do General Rosado                                                                             | Avenida Kim Il Sung                              |
| Avenida Gomes Freire                                                                              | Avenida Paulo Samuel Kankhomba                   |
| Rua do Governador Alvaro de Castro                                                                | Rua de Tchamba                                   |
| Rua do Governador Simas                                                                           | Rua Mateus Sansão Muthemba                       |
| Rua Guerra Junqueiro                                                                              | Rua José Mateus                                  |
| Rua dos Heróis de Marracuene                                                                      | Rua da Resistência                               |
| Largo João Albasini                                                                               | Praça 21 de Outubro                              |
| Rua João das Regras (ex Rua Infante Don Enrique)                                                  | Rua de Nachingwea                                |
| Avenida João de Deus                                                                              | Avenida Romão Fernandes Farinha                  |
| Rua Lapa                                                                                          | Rua Joaquim Lapa                                 |
| Avenida Latino Coelho                                                                             | Avenida Maguiguana                               |
| Rua de Lidemburgo                                                                                 | Avenida Rio Tembe                                |
| Miradouro de Lisboa                                                                               | Miradouro                                        |
| Rua de Lisboa                                                                                     | Avenida Milagre Mabote                           |
| Avenida Luciano Cordeiro                                                                          | Avenida Albert Luthuli                           |
| Rua Luis de Camões                                                                                | Rua dos Lusiadas                                 |
| Praça Mac Mahon                                                                                   | Praça dos Trabalhadores                          |
| Avenida Manuel de Arriaga (ex avenida Central)                                                    | Avenida Karl Marx                                |
| Avenida Massano de Amorim                                                                         | Avenida Mao Tse Tung                             |
| Rua do Mastro dos Sinaes                                                                          | Rua José Macamo                                  |
| Avenida Mendonça Barreto                                                                          | Avenida do Rio Limpopo                           |
| Praça Mouzinho de Albuquerque                                                                     | Praça da Independência                           |
| Rua de Nevala                                                                                     | Avenida Kwame Nkrumah                            |
| Avenida Nossa Senhora de Fátima                                                                   | Avenida Kenneth Kaunda                           |
| Avenida Paiva de Andrada                                                                          | Avenida Mahamed Siyaad Barre                     |
| Avenida Paiva Manso                                                                               | Avenida Filipe Samuel Magaia                     |
| Rua Pêro da Covilhã                                                                               | Rua Belmiro O. Muianga                           |
| Rua Pero de Alenquer                                                                              | Avenida Amílcar Cabral                           |
| Avenida Pinheiro Chagas                                                                           | Avenida Eduardo Mondlane                         |
| Rua do Porto                                                                                      | Rua Malhangalene                                 |
| Rua da Princesa Patrícia                                                                          | Avenida Salvador Allende                         |
| Avenida da República (ex Avenida Dom Carlos)                                                      | Avenida 25 de Setembro                           |
| Rua de Sagres                                                                                     | Avenida 10 de Novembro                           |
| Rua Santa Maria                                                                                   | Rua de Mtomoni                                   |
| Rua Sao Gabriel                                                                                   | Rua de Sidano                                    |
| Rua Sao Rafael                                                                                    | Rua de Chuindi                                   |
| Aeroporto Gago Coutinho                                                                           | Aeroporto de Mavalane                            |
| Cabaret Aquário                                                                                   | Escola Nacional de Dança                         |
| Casa Amarela                                                                                      | Museu Nacional da Moeda                          |
| Cinema Infante                                                                                    | Cinema Charlot                                   |
| Cinema Manuel Rodrigues                                                                           | Cine Teatro África                               |
| Clube de Pesca Desportiva                                                                         | Escola Náutica de Moçambique                     |
| Edifício da Câmara Municipal                                                                      | Conselho Executivo                               |
| Edifício da Direcção Geral das Alfândegas                                                         | Reitoria da Universidade Eduardo Mondlane        |
| Edifício da Fazenda                                                                               | Conselho de Ministros                            |
| Edificio de Atneu Grego                                                                           | Palácio dos Casamentos                           |
| Edifício do Banco Nacional Ultramarino                                                            | Banco de Moçambique                              |
| Edifício do Lar Moderno                                                                           | Centro de Estudos Brasileiro                     |
| Escola Andrade Corvo                                                                              | Escola Primária do 1º e 2º Graus 16 de Junho     |
| Escola General Machado                                                                            | Universidade Pedagógica                          |
| Escola Primária João Belo                                                                         | Escola Primária 7 de Setembro                    |
| Escola Joaquim de Araújo                                                                          | Escola Secundária Estrela Vermelha               |
| Escola Primária Rebelo da Silva                                                                   | Escola Primária 3 de Fevereiro                   |
| Estádio Oliveira Salazar                                                                          | Estádio da Machava                               |
| Grupo Desportivo de Lourenço Marques                                                              | Grupo Desportivo de Maputo                       |
| Hotel Clube                                                                                       | Centro Cultural Franco-Moçambicano               |
| Hotel Turismo                                                                                     | Hotel Ibis Hotel Turismo                         |
| Jardim Vasco da Gama                                                                              | Jardim Tunduro                                   |
| Liceu (lycée) António Enes                                                                        | Escola Secundária Francisco Manyanga             |
| Liceu Salazar                                                                                     | Escola Secundária Josina Machel                  |
| Mercado Vasco da Gama                                                                             | Mercado Municipal (Bazar da Baixa)               |
| Museu Álvaro de Castro                                                                            | Museu de História Natural                        |
| Parque José Cabral                                                                                | Parque dos Continuadores                         |
| Prédio Funchal                                                                                    | Hotel Rovuma                                     |
| Sporting Clube de Lourenço Marques                                                                | Clube de Desportos Maxaquene                     |

## Économie
Surnommée la ville des Acacias, en référence aux acacias qui bordent ses avenues, Maputo est une ville portuaire qui fut autrefois le deuxième port d'Afrique après celui de Durban. Le coton, le sucre, la chromite, le sisal, le coprah et le feuillus sont ses principales exportations.
Avec Saldanha Bay (Afrique du Sud) et Walvis Bay (Namibie), elle est le seul port naturel d'Afrique australe.

## Transports
La ville est reliée par le transport aérien avec l'aéroport international de Maputo, (code IATA : MPM • code OACI : FQMA) situé à 3 km au nord-ouest de Maputo.
Le Pont Maputo-Catembe relie Maputo à Catembe, en traversant l'estuaire de l'Espirito Santo.

## Architecture

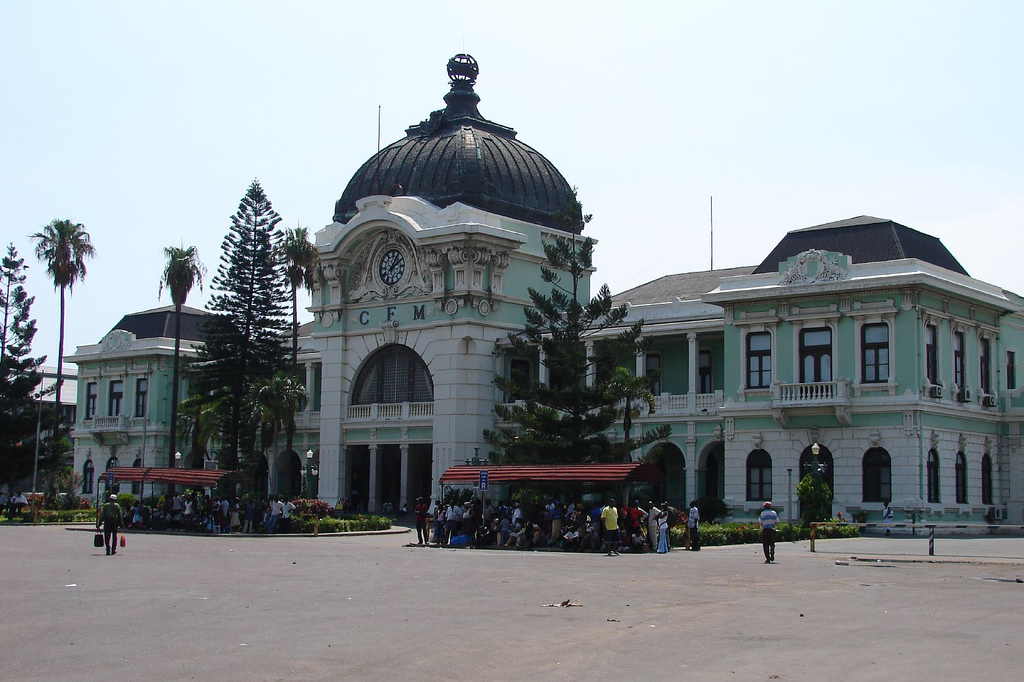
La gare centrale de Maputo.

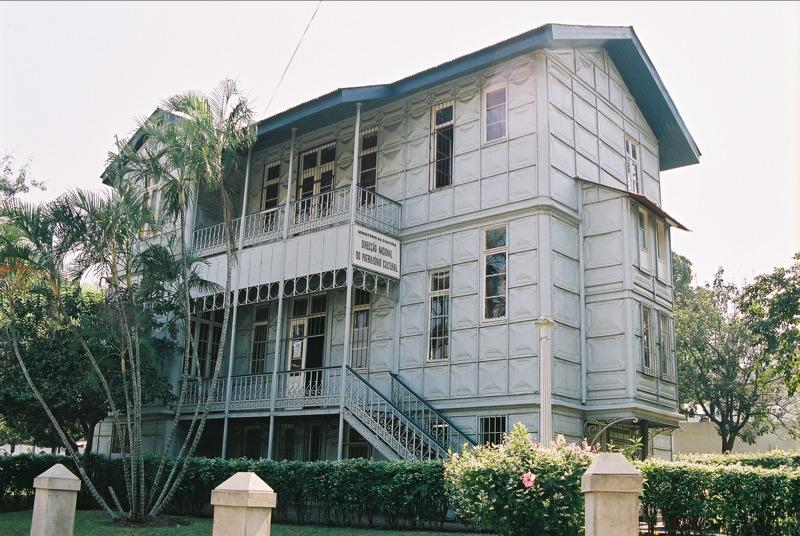
Maison de fer (1892).

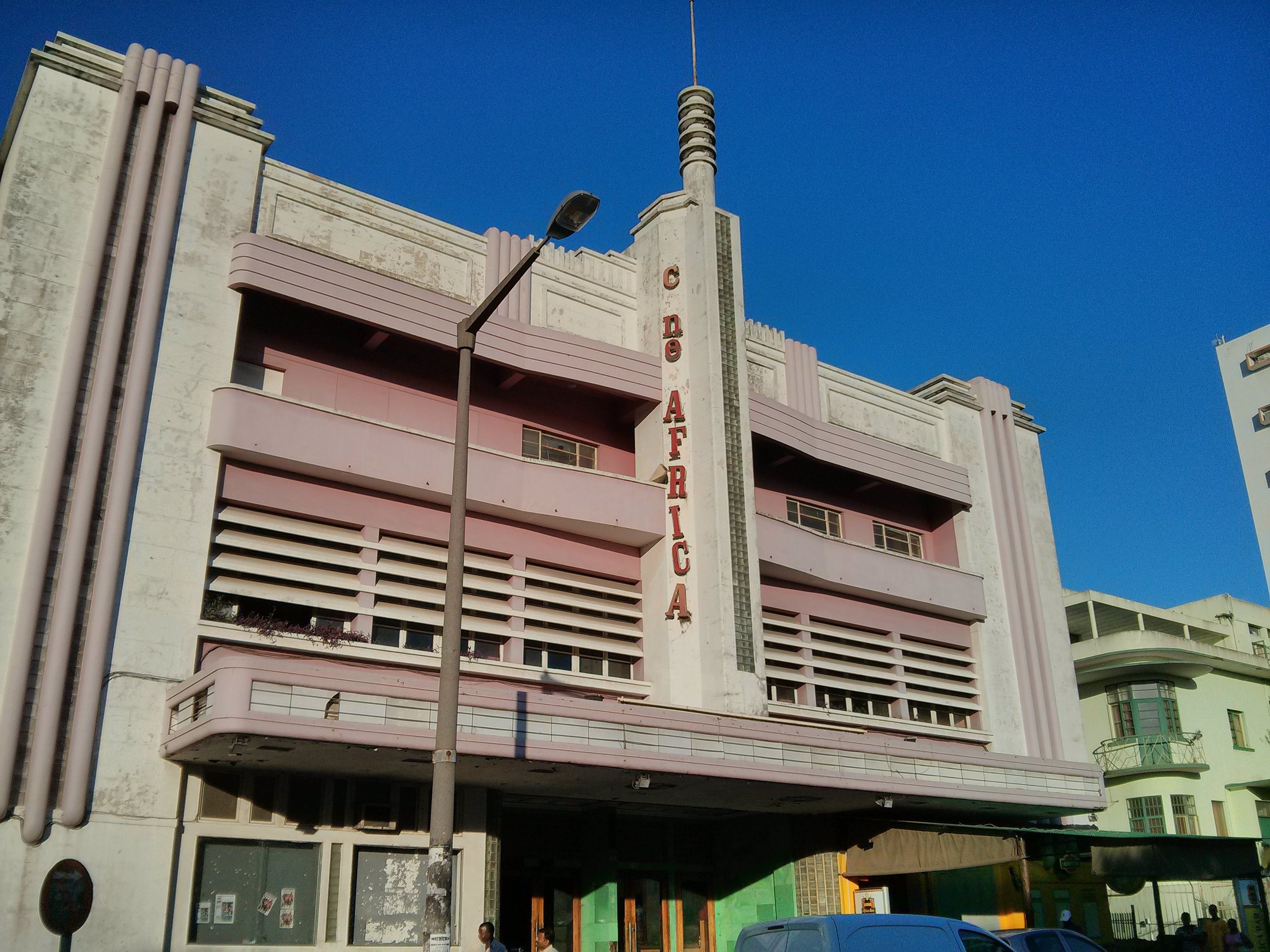
Cine Africa.

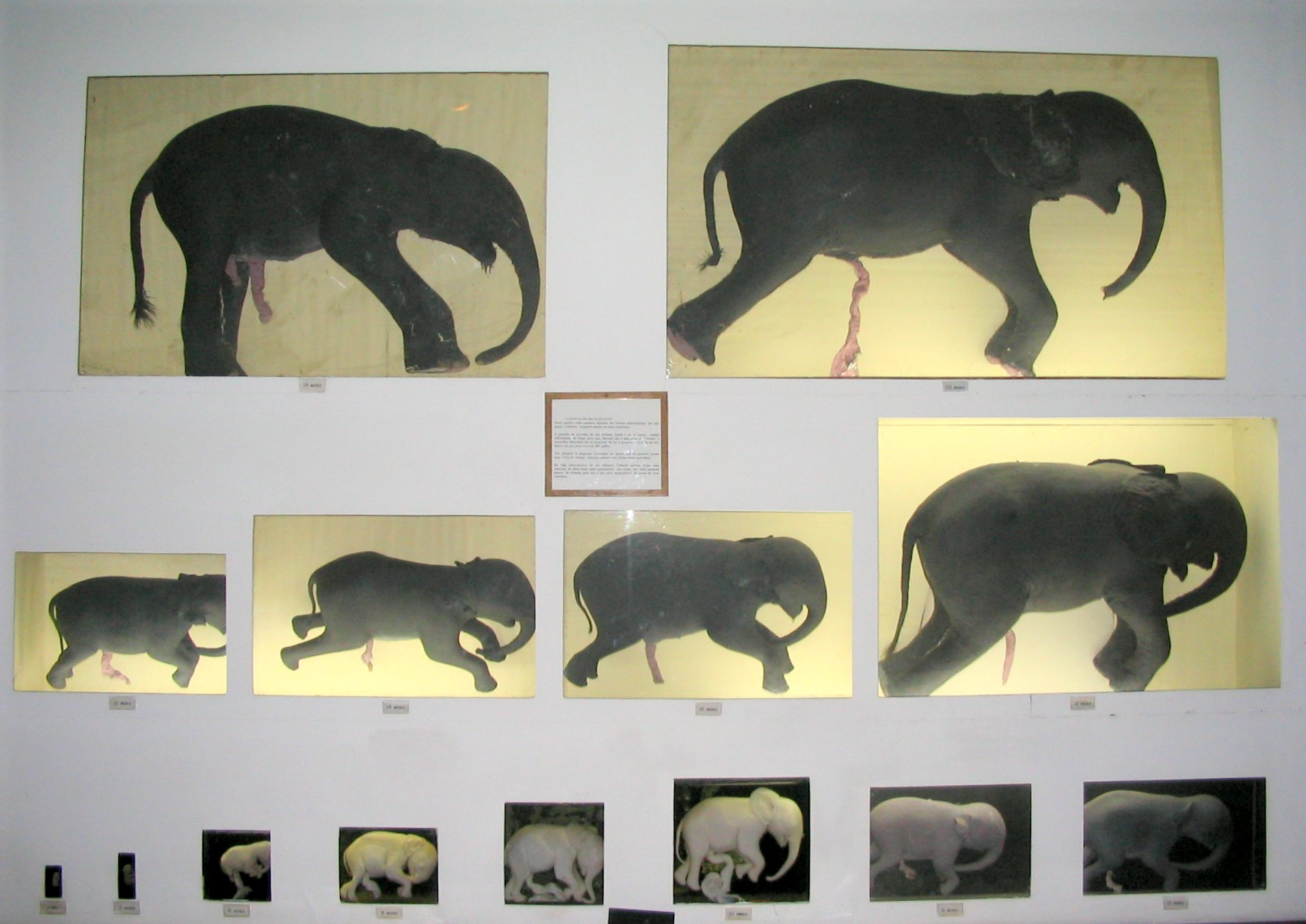
Quatorze fœtus d'éléphants exposés au musée Álvaro de Castro de Maputo.

Même si la ville est délabrée après une sanglante guerre civile, elle n'en conserve pas moins un patrimoine architectural impressionnant et de longues artères rectilignes agréables, presque toutes bordées d’arbres, le plus souvent des flamboyants ou des acacias.
Les amateurs d'architecture se rendant au Mozambique ne devront pas manquer de visiter la capitale où ils pourront admirer de nombreux bâtiments art déco, dont le Clube Ferroviário (avenue du 25 septembre) ou le théâtre Gil Vicente.
La ville de Lourenço Marques a cependant surtout été marquée par son architecture coloniale, dont quelques-uns des plus beaux vestiges - la gare centrale construite de 1908 à 1916 place Mac Mahon (devenue place des Travailleurs) et la Maison de Fer datant de 1892, avenue Dom-Luiz-1er (devenue avenue Samora-Machel) - ont été réalisés sur les plans de Alfredo Augusto Lisboa de Lima, Mário Veiga e Ferreira da Costa.
L'édifice du marché municipal (ancien marché Vasco de Gama) et les nombreuses anciennes villas portugaises des quartiers résidentiels constituent les autres fleurons de l'architecture coloniale de Lourenço Marques.
Enfin il est indispensable de se rendre au musée d'histoire naturelle, place Travessia do Zambeze, fleuron de la ville à l'époque portugaise où, sous le nom d'Álvaro de Castro, il accueillait plus de 100 000 visiteurs par an. Le musée abrite notamment une collection d'embryons d'éléphants.

## Culture
- les musées de la Monnaie, de la Révolution, Chissano, des Arts
- la Bibliothèque nationale du Mozambique
- le fort portugais (rue du Timor oriental) comprenant de nombreux vestiges de l'histoire coloniale, dont les statues d'Antonio Enes et de Mouzinho de Albuquerque);
- le Louis Trichardt Trek Memorial contenant les restes de l'explorateur boer (av. Josina Machel);
- la place des Héros avec son mausolée, en forme d'étoile, qui recueille les dépouilles mortelles des héros de la révolution et sa fresque murale réalisée avec la participation du peintre mozambicain Malangatana, retraçant l'historique des luttes anticoloniales du Mozambique;
- le Centro de Estudos Brasileiros, avenue Karl Marx;
- le Clube Naval (1913);

## Enseignement supérieur
L’Université Eduardo Mondlane a été fondée en 1962.

## Lieux de culte
Parmi les lieux de culte, il y a principalement des églises et des temples chrétiens : Archidiocèse de Maputo (Église catholique), Igreja Reformada em Moçambique (Communion mondiale d'Églises réformées), Igreja Presbiteriana de Moçambique (Communion mondiale d'Églises réformées), Convenção Baptista de Moçambique (Alliance baptiste mondiale), Église universelle du royaume de Dieu, Assemblées de Dieu, Église chrétienne de Sion . Il y a aussi des mosquées musulmanes.

## Villes Jumelées
| Ville | Ville          | Pays | Pays           | Période                |
| ----- | -------------- | ---- | -------------- | ---------------------- |
|       | Brasilia       |      | Brésil         |                        |
|       | Chengdu        |      | Chine          | depuis le 27 mars 2018 |
|       | Durban         |      | Afrique du Sud |                        |
|       | Lagos          |      | Nigeria        |                        |
|       | Lichtenberg    |      | Allemagne      |                        |
|       | Lisbonne       |      | Portugal       | depuis 1982            |
|       | Luanda         |      | Angola         |                        |
|       | Macao          |      | Chine          |                        |
|       | Rio de Janeiro |      | Brésil         |                        |
|       | Shanghai       |      | Chine          | depuis 1999            |

## Personnalités
- Eusébio da Silva Ferreira, footballeur
- Armando Sá, footballeur
- Luís Bernardo Honwana, écrivain
- Otelo Saraiva de Carvalho, militaire et homme politique portugais
- Hirondina Joshua, romancière
- Mariza, chanteuse de Fado
- Aldino Muianga, écrivain
- Maria Mutola, athlète
- Luís Carlos Patraquim, écrivain
- Nelson Saúte, écrivain
- Afric Simone, chanteur
- Clément Xavier, auteur de bandes dessinées
- Ivone Soares, femme politique
- Sofie Letitre a passé une partie de son enfance à Maputo
- Oldemiro Balói, homme politique mozambicain
- Alexandre José Maria dos Santos, cardinal, ancien archevêque de Maputo, mort dans la ville
- Reinata Sadimba, céramiste et sculptrice
- Catarina Simão, artiste contemporaine
- Joachim John Monteiro (1833-1878), explorateur britannique, mort à Maputo.

## Santé
En 2011, dans la province de Maputo, le nombre de cas de malaria (paludisme) a fortement augmenté de manière inhabituelle. Durant les trois premiers mois de l'année presque 50000 cas cliniques ont été rapportés.